# Marshall Backlar
Marshall Backlar, auch Marshal Backlar, (* 13. August 1935) ist ein US-amerikanischer Filmproduzent und Filmschaffender, der 1966 gemeinsam mit Noel Black für die Produktion des Kurzfilms Skaterdater für einen Oscar nominiert war.

## Biografie
Marshall Backlar, der sowohl an der Princeton University als auch an der University of California (UCLA) in Los Angeles studiert hat und auch einen Abschluss an der Sorbonne vorweisen kann, hatte sein Studium gerade beendet, als er 1965 zusammen mit Noel Black seinen ersten Film, den Kurzfilm Skaterdater, produzierte. Black war ein Studienkollege. Der Film thematisiert die Romanze eines kalifornischen Skateboard-Fahrers zu einem Mädchen mit Fahrrad, die sich schwierig gestaltet. Skaterdater war 1966 für einen Oscar nominiert, konnte sich jedoch nicht gegen Claude Berri und die französische Kurzfilmkomödie Le poulet durchsetzen, in der ein Junge ein Masthähnchen davor rettet, gegessen zu werden. Backlar produzierte zudem die in Skaterdater gespielte Musik. Bei den Filmfestspielen in Cannes wurde der Film mit der Goldenen Palme in der Kategorie „Bester Kurzfilm“ ausgezeichnet.
Für 20th Century Fox produzierte Backlar 1968, wiederum gemeinsam mit Noel Black, der auch Regie führte, die Kriminalkomödie mit Thrillerelementen Der Engel mit der Mörderhand mit Anthony Perkins und Tuesday Weld in den Hauptrollen. Der Film konnte weder bei den Kritikern noch beim Publikum punkten und floppte. Später entwickelte er sich in Fankreisen dann doch noch zu einer Art Kultfilm.
Dem 1972 entstandenen von Backlar zusammen mit James Levitt produzierten Kriminaldrama Geh zur Hölle lag eine Geschichte von Iceberg Slim zugrunde. Slim, ein ehemaliger Zuhälter, saß siebenmal im Gefängnis, schwor der Kriminalität dann ab und wurde Schriftsteller. Zwei Jahre später produzierte Backlar die Tragikomödie mit Thrillerelementen Die Straße des Bösen, in der ältere Menschen sich gegen eine drohende Zwangsräumung zur Wehr setzen. Ein letztes Mal machte Backlar im Filmbereich auf sich aufmerksam mit der actionreichen Kriminalkomödie The Great Texas Dynamite Chase, in der zwei sexy Frauen Banken ausrauben, indem sie Dynamitstangen einsetzen.
Backlar, der 1972 heiratete, schlug sodann den Weg eines Karriere- und Executive Coachs ein und gründete Backlar Consultants, um Führungskräfte zu coachen. Backlar ist Mitglied der Academy of Motion Picture Arts and Sciences und ehemaliger Vizepräsident des ICCO (Internationales Konsortium für Coaching und Organisation).

## Filmografie (Auswahl)
- 1965: Skaterdater
- 1967: ABC Stage 67 (Fernsehserie,
Episode: Trilogy: The American Boy – Skaterdater/The River Boy/Reflections)
- 1968: Der Engel mit der Mörderhand (Pretty Poison)
- 1972: Geh zur Hölle (Trick Baby)
- 1974: Die Straße des Bösen (Homebodies)
- 1976: The Great Texas Dynamite Chase

## Auszeichnung (Auswahl)
Oscarverleihung 1966
- nominiert mit Skaterdater gemeinsam mit Noel Black in der Kategorie „Bester Kurzfilm“ (Live Action).